# Конрад VII фон Бикенбах
Конрад VII фон Бикенбах (на немски: Konrad VII von Bickenbach; * ок. 1410/пр. 1429; † 10 януари 1483 в Майнц) е господар на замък Бикенбах в Оденвалд и господството Хоенберг в Швабия.
Той е син на Конрад VI фон Бикенбах-Хоенберг († 1429), бургграф на Милтенберг, и втората му съпруга Юта фон Рункел († сл. 1418), дъщеря на Дитрих III фон Рункел († 1403) и Юта фон Сайн († сл. 1421).
Конрад е дворцов майстер на Адолф II фон Насау, архиепископът на Майнц (1461 – 1475), който е брат на съпругата му Агнес (Анна) фон Насау-Висбаден-Идщайн.
Конрад VII фон Бикенбах умира на 10 януари 1483 г. в Майнц и е погребан в църквата „Св. Петър и Павел“ в Ашафенбург.

## Фамилия
Конрад VII фон Бикенбах се жени пр. 6 март 1451 г. за графиня Агнес фон Насау-Висбаден-Идщайн (* ок. 1423/1425; † 13 юни 1485, погребана в Ашафенбург), най-малката дъщеря на граф Адолф II фон Насау-Висбаден-Идщайн (1386 – 1426) и маркграфиня Маргарета фон Баден (1404 – 1442). Те имат три деца:
- Конрад VIII фон Бикенбах (* пр. 1469; † 1486)
- Сузана фон Бикенбах (* пр. 1469; † 19/20 април 1530), омъжена за I. ок. 1473 г. за граф Албрехт III фон Мансфелд-Фордерорт († 3 декември 1484), II. за граф Хайнрих XII фон Хонщайн-Клетенберг († 4 юли 1529)
- Магарета фон Бикенбах (* пр. 1473; † сл. 1482)